# La Dernière Frontière
Pour l’article homonyme, voir La Dernière Frontière (film, 1926).
La Dernière Frontière (titre original : The Last Frontier) est un roman de l'écrivain américain Howard Fast, paru en 1941. Ce roman est basé sur une histoire vraie. 

## Résumé
En 1878, des Cheyennes, déportés dans le Territoire indien d'Oklahoma, décident de s'enfuir pour résister à leur disparition lente et programmée. Emmenés par leur chef Little Wolf, trois-cents Cheyennes partent ainsi en direction des Black Hills, leur terre d'origine éloignée de plus de 1500 kilomètres. Ils défient les ordres de l'armée américaine qui les sommant de revenir là où on les a installés. Soldats et civils américains partent à leur poursuite. L'affaire qui ne devait être qu'une formalité parvient rapidement aux oreilles des médias et remonte jusqu'à Washington. Certains des Cheyennes parviennent avec beaucoup de courage et d'astuce à échapper à leurs poursuivants, au prix du sacrifice de beaucoup d'entre eux, dans les conditions les plus inhumaines.

## Analyse
Howard Fast dénonce dans ce roman le sort fait aux peuples indigènes d'Amérique à une époque où cela ne se faisait guère. Connu pour son engagements au sein du parti communiste, il déroule l'intrigue en suivant l'organisation des soldats et civils américains qui se lancent à la poursuite des indiens cheyennes. Si les doutes assaillent certains officiers, c'est toute la violence des organisations et des systèmes qui est décrite et fait prendre conscience de l'horreur du massacre des Indiens d'Amérique, alors considérés comme des freins au développement de la modernité et de la "civilisation" américaine. Le point de vue des Cheyennes est exposé essentiellement à travers les quelques discussions qu'ils ont avec les officiers mais Howard Fast traduit toute son empathie et son admiration pour ce peuple en décrivant leur courage et leur intelligence stratégique aux travers de rebondissements multiples. Ainsi, ce western dramatique est aussi une ode à la liberté, chantée avec amertume et tristesse.

## Édition française
Une première édition de ce roman est parue en 1952 sous le titre Le Dernier Espoir (Hachette) avant d'être reprise en 1996 par 10/18 sous le titre La Dernière Frontière. Le roman est édité depuis 2014 par les éditions Gallmeister, maison d'édition spécialisée dans la littérature américaine.